# Classe Skipjack
La classe Skipjack della US Navy, composta da 5 unità della fine anni '50, non sono stati i primi SSN costruiti in serie, in quanto preceduti dalla classe Skate, dotata di 2 assi portaelica, ma hanno indubbiamente costituito l'atto di nascita del moderno SSN.
Essi avevano una forma di scafo a goccia allungata, una forma molto indicata per la velocità subacquea, e per ottenere anche una grande agilità anche perché essi, decisamente piccoli, avevano anche i timoni sulla vela anziché anteriormente, a prua. Molto piccoli, veloci, agili, con scafo unico, essi avevano anche un solo asse di moto e un unico reattore. Con 30 nodi di velocità sono stati la classe più veloce fino ai classe Los Angeles.
La struttura interna era sempre la stessa del tipico SSN USA. A prua, il comparto per il grande sonar a bassa frequenza, subito dopo il comparto siluri e a seguire, all'incirca a mezza nave, la centrale di combattimento e sopra di essa la vela, con i timoni. Di seguito altri alloggi e stive varie, mensa e magazzini. L'ultimo terzo abbondante dello scafo era per il reattore nucleare, seguito da 2 turbine sullo stesso asse portaelica, la quale, all'estrema poppa era circondata da impennaggi cruciformi.
Nonostante le ridotte dimensioni, essi avevano 6 TLS a prua con 24 siluri o 48 mine.
Una sesta unità, lo USS Scorpion, costituì la base per il programma di SSBN classe George Washington, ma andò perduto nel 1968 con i suoi 99 uomini di equipaggio.
Nonostante la mancanza di cure per la silenziosità, gli Skipjack sono rimasti in servizio fino alla fine anni '80.